# Short track ai XXI Giochi olimpici invernali - 500 m femminile
La gara dei 500 m femminile di short track dei XXI Giochi olimpici invernali si è svolta tra il 13 e il 17 febbraio 2010 al Pacific Coliseum, con quattro turni di gare. È stata vinta dalla cinese Wang Meng, che era anche la campionessa olimpica uscente.
Wang Meng ha inoltre stabilito due record olimpici: prima nei quarti (43"284) e poi in semifinale (42"985).

## Risultati

### Batterie
Sono state disputate otto batterie da quattro atlete; le prime due si sono qualificate per i quarti di finale.

#### Batteria 1
| Pos. | Nome              | Nazione       | Tempo  |
| ---- | ----------------- | ------------- | ------ |
| 1    | Katherine Reutter | Stati Uniti   | 44"187 |
| 2    | Cho Ha-Ri         | Corea del Sud | 44"313 |
| 3    | Stéphanie Bouvier | Francia       | 44"376 |
| 4    | Aika Klein        | Germania      | 45"186 |

#### Batteria 2
| Pos. | Nome               | Nazione       | Tempo  |
| ---- | ------------------ | ------------- | ------ |
| 1    | Marianne St-Gelais | Canada        | 44"708 |
| 2    | Sarah Lindsay      | Gran Bretagna | 44"716 |
| 3    | Tatiana Borodulina | Australia     | 44"901 |
| 4    | Valeriya Potemkina | Russia        | 44"952 |

#### Batteria 3
| Pos. | Nome                 | Nazione   | Tempo  |
| ---- | -------------------- | --------- | ------ |
| 1    | Wang Meng            | Cina      | 43"926 |
| 2    | Kateřina Novotná     | Rep. Ceca | 44"614 |
| 3    | Cecilia Maffei       | Italia    | 44"948 |
| 4    | Patrycja Maliszewska | Polonia   | 58"649 |

#### Batteria 4
| Pos. | Nome              | Nazione       | Tempo    |
| ---- | ----------------- | ------------- | -------- |
| 1    | Lee Eun-byeol     | Corea del Sud | 44"000   |
| 2    | Jessica Gregg     | Canada        | 44"009   |
| 3    | Jorien ter Mors   | Paesi Bassi   | 45"120   |
| 4    | Martina Valcepina | Italia        | 1'08"173 |

#### Batteria 5
| Pos. | Nome             | Nazione     | Tempo  |
| ---- | ---------------- | ----------- | ------ |
| 1    | Arianna Fontana  | Italia      | 44"482 |
| 2    | Alyson Dudek     | Stati Uniti | 44"560 |
| 3    | Annita van Doorn | Paesi Bassi | 44"751 |
| 4    | Biba Sakurai     | Giappone    | 45"146 |

#### Batteria 6
| Pos. | Nome              | Nazione     | Tempo  |
| ---- | ----------------- | ----------- | ------ |
| 1    | Zhou Yang         | Cina        | 44"115 |
| 2    | Kalyna Roberge    | Canada      | 44"254 |
| 3    | Yui Sakai         | Giappone    | 44"341 |
| 4    | Liesbeth Mau Asam | Paesi Bassi | 45"135 |

#### Batteria 7
| Pos. | Nome                      | Nazione       | Tempo        |
| ---- | ------------------------- | ------------- | ------------ |
| 1    | Park Seung-Hi             | Corea del Sud | 44"221       |
| 2    | Elise Christie            | Gran Bretagna | 44"374       |
| 3    | Erika Huszar              | Ungheria      | 44"537       |
| -    | Marina Georgieva-Nikolova | Bulgaria      | squalificata |

#### Batteria 8
| Pos. | Nome              | Nazione   | Tempo    |
| ---- | ----------------- | --------- | -------- |
| 1    | Evgenija Radanova | Bulgaria  | 45"125   |
| 2    | Veronique Pierron | Francia   | 45"218   |
| 3    | Han Yueshuang     | Hong Kong | 48"625   |
| 4    | Zhao Nannan       | Cina      | 1'02"132 |

### Quarti di finale
Sono stati disputati quattro quarti di finale, ognuno con quattro atlete; da ogni prova si sono qualificate due pattinatrici.

#### Quarto 1
| Pos. | Nome              | Nazione       | Tempo        |
| ---- | ----------------- | ------------- | ------------ |
| 1    | Katherine Reutter | Stati Uniti   | 43"834       |
| 2    | Kalyna Roberge    | Canada        | 44"143       |
| 3    | Kateřina Novotná  | Rep. Ceca     | 44"438       |
| 4    | Park Seung-Hi     | Corea del Sud | squalificata |

#### Quarto 2
| Pos. | Nome              | Nazione       | Tempo        |
| ---- | ----------------- | ------------- | ------------ |
| 1    | Wang Meng         | Cina          | 43"284       |
| 2    | Jessica Gregg     | Canada        | 43"956       |
| 3    | Evgenija Radanova | Bulgaria      | 44"047       |
| -    | Sarah Lindsay     | Gran Bretagna | squalificata |

#### Quarto 3
| Pos. | Nome            | Nazione       | Tempo  |
| ---- | --------------- | ------------- | ------ |
| 1    | Zhou Yang       | Cina          | 44"106 |
| 2    | Arianna Fontana | Italia        | 44"257 |
| 3    | Cho Ha-Ri       | Corea del Sud | 44"306 |
| 4    | Alyson Dudek    | Stati Uniti   | 44"588 |

#### Quarto 4
| Pos. | Nome               | Nazione       | Tempo    |
| ---- | ------------------ | ------------- | -------- |
| 1    | Marianne St-Gelais | Canada        | 44"316   |
| 2    | Lee Eun-byeol      | Corea del Sud | 44"582   |
| 3    | Elise Christie     | Gran Bretagna | 44"821   |
| 4    | Veronique Pierron  | Francia       | 1'10"899 |

### Semifinali
Sono state disputate due semifinali da quattro atlete ciascuna; le prime due si sono qualificate per la finale A, le altre per la finale B.

#### Semifinale 1
| Pos. | Nome              | Nazione     | Tempo  |
| ---- | ----------------- | ----------- | ------ |
| 1    | Jessica Gregg     | Canada      | 43"854 |
| 2    | Arianna Fontana   | Italia      | 43"991 |
| 3    | Zhou Yang         | Cina        | 43"992 |
| 4    | Katherine Reutter | Stati Uniti | 44"145 |

#### Semifinale 2
| Pos. | Nome               | Nazione       | Tempo  |
| ---- | ------------------ | ------------- | ------ |
| 1    | Wang Meng          | Cina          | 42"985 |
| 2    | Marianne St-Gelais | Canada        | 43"241 |
| 3    | Kalyna Roberge     | Canada        | 43"633 |
| 4    | Lee Eun-byeol      | Corea del Sud | 43"899 |

### Finali

#### Finale A
| Pos. | Nome               | Nazione | Tempo  |
| ---- | ------------------ | ------- | ------ |
|      | Wang Meng          | Cina    | 43"048 |
|      | Marianne St-Gelais | Canada  | 43"707 |
|      | Arianna Fontana    | Italia  | 43"804 |
| 4    | Jessica Gregg      | Canada  | 44"204 |

#### Finale B
| Pos. | Nome              | Nazione       | Tempo  |
| ---- | ----------------- | ------------- | ------ |
| 5    | Zhou Yang         | Cina          | 44"725 |
| 6    | Kalyna Roberge    | Canada        | 44"824 |
| 7    | Katherine Reutter | Stati Uniti   | 44"846 |
| 8    | Lee Eun-byeol     | Corea del Sud | 44"860 |